# New York Film Critics Circle Awards 1978
La 44ª edizione della cerimonia dei New York Film Critics Circle Awards, annunciata il 20 dicembre 1978, si è tenuta il 28 gennaio 1979 ed ha premiato i migliori film usciti nel corso del 1978.

## Vincitori e candidati

### Miglior film
- Il cacciatore (The Deer Hunter), regia di Michael Cimino
- I giorni del cielo (Days of Heaven), regia di Terrence Malick
- Una donna tutta sola (An Unmarried Woman), regia di Paul Mazursky

### Miglior regista
- Terrence Malick - I giorni del cielo (Days of Heaven)
- Paul Mazursky - Una donna tutta sola (An Unmarried Woman)
- Ingmar Bergman - Sinfonia d'autunno (Höstsonaten)

### Miglior attore protagonista
- Jon Voight - Tornando a casa (Coming Home)
- Gary Busey - The Buddy Holly Story
- Robert De Niro - Il cacciatore (The Deer Hunter)

### Miglior attrice protagonista
- Ingrid Bergman - Sinfonia d'autunno (Höstsonaten)
- Jill Clayburgh - Una donna tutta sola (An Unmarried Woman)
- Jane Fonda - Tornando a casa (Coming Home) e Arriva un cavaliere libero e selvaggio (Comes a Horseman)

### Miglior attore non protagonista
- Christopher Walken - Il cacciatore (The Deer Hunter)
- Richard Farnsworth - Arriva un cavaliere libero e selvaggio (Comes a Horseman)
- Barry Bostwick - Il boxeur e la ballerina (Movie Movie)

### Miglior attrice non protagonista
- Maureen Stapleton - Interiors
- Maggie Smith - California Suite
- Meryl Streep - Il cacciatore (The Deer Hunter)

### Miglior sceneggiatura
- Paul Mazursky - Una donna tutta sola (An Unmarried Woman)
- Larry Gelbart e Sheldon Keller - Il boxeur e la ballerina (Movie Movie)
- Franco Brusati, Jaja Fiastri e Nino Manfredi - Pane e cioccolata
- Bertrand Blier - Preparate i fazzoletti (Préparez vos mouchoirs)

### Miglior film in lingua straniera
- Pane e cioccolata, regia di Franco Brusati • Italia
- Sinfonia d'autunno (Höstsonaten), regia di Ingmar Bergman • Francia/Germania Ovest/Svezia
- Schiava d'amore (Raba lyubvi), regia di Nikita Mikhalkov • Unione Sovietica